# 1043
Évszázadok: 10. század – 11. század – 12. század
Évtizedek: 990-es évek – 1000-es évek – 1010-es évek – 1020-as évek – 1030-as évek – 1040-es évek – 1050-es évek – 1060-as évek – 1070-es évek – 1080-as évek – 1090-es évek
Évek: 1038 – 1039 – 1040 – 1041 –  1042 – 1043 – 1044 – 1045 – 1046 – 1047 – 1048

## Események
- Az év őszén III. Henrik német-római császár hajóhaddal tör be Magyarországra, de miután Aba Sámuel megígéri, hogy nem tör be a birodalomba és lemond a Lajtán túli területekről a felek békét kötnek.
- Aba Sámuel 50, uralmával elégedetlen főurat kivégeztet.
- Gellért püspök megtagadja Aba Sámuel királlyá koronázását.
- Domenico Contarini velencei dózse megválasztása (1071-ig uralkodik).
- II. Vlagyimir novgorodi fejedelem hadjáratot indít Konstantinápoly ellen, de vereséget szenved.[1]